# Оберамергау
Оберамергау (на немски: Oberammergau) е община в район Гармиш-Партенкирхен в Горна Бавария, Германия с 5458 жители (към 31 декември 2017).
Намира се на река Ампер/Амер в природен парк "Амергауерски Алпи". В Оберамергау се провеждат от 1634 г. известната в цял свят постановка на Страстите Христови.
- Сцена от „Страстите Христови“, 1960